# Tit Juvenci
Tit Juvenci (en llatí Titus Juventius) va ser un advocat romà del segle ii aC i principis del segle i aC que va treballar en causes privades. Formava part de la gens Juvència, una gens romana d'origen plebeu procedent de Tusculum.
Era un orador lent i més aviat fred, però també un gran polemista. Tenia un gran coneixement legal, igual com el tenia el seu deixeble Quint Orbi que era contemporani de Ciceró.